# 季亞戈瓦
51°30′19″N 32°3′57″E / 51.50528°N 32.06583°E
季亞戈瓦（烏克蘭語：Дягова）是位於烏克蘭北部切爾尼戈夫州裏科留基夫卡區的村莊，始建於1650年，面積3.9平方公里，海拔高度129米，2001年人口947，人口密度每平方公里242.8人。